# Valley Hi
Valley Hi – wieś w Stanach Zjednoczonych, w stanie Ohio, w hrabstwie Logan.